# Avezzano
Avezzano är en stad och kommun i provinsen L'Aquila i regionen Abruzzo i Italien. Kommunen hade 42 486 invånare (2018) och gränsar till kommunerna Capistrello, Celano, Luco dei Marsi, Massa d'Albe, Ovindoli, Scurcola Marsicana och Trasacco.